# Rabah Madjer
Rabah Madjer (arabisch رابح ماجر, DMG Rābaḥ Māǧir; * 15. Februar 1958 in Algier) ist ein algerischer Fußballtrainer und ehemaliger Fußballspieler. Für sein Heimatland absolvierte er 87 Länderspiele und schoss dabei 40 Tore.

## Spielerkarriere

### Verein
Madjer begann 1975 seine Profikarriere bei seinem Heimatverein NA Hussein Dey. 1979 erreichte er mit seinem Team das Endspiel um den algerischen Pokal. Im Finale gegen JE Tizi-Ouzou setzte sich der Klub mit 2:1 durch. Schon im Jahr zuvor nahm man am African Cup Winners’ Cup 1978 teil. Über die Teams Al Madina Tripolis, Inter Club Brazzaville und Kadiogo Club Ouagadougou spielte sich Hussein Day bis ins Finale, das aber nach 1:3 und 1:2 für Horoya AC klar verloren ging. Nach seinen guten Leistungen bei der Weltmeisterschaft 1982 weckte Madjer das Interesse europäischer Vereine. So kam es 1983 zum Wechsel nach Europa, wo der Angreifer zunächst für Racing Paris spielte. Über den FC Tours kam er 1985 nach Portugal zum FC Porto. Hier reifte er endgültig zu einem der Spitzenstürmer Europas. Der Höhepunkt seiner Laufbahn war 1987, als er mit dem FC Porto den Europapokal der Landesmeister und den Weltpokal gewann. Im Wiener Praterstadion gewann er gegen den FC Bayern München das Finale um den Europapokal der Landesmeister mit 2:1. Madjer erzielte dabei das Tor zum 1:1-Ausgleich mit der Hacke aus drei Metern Entfernung und bereitete das Siegtor mit einer Traumflanke vor. Im Weltpokalendspiel gegen Peñarol Montevideo aus Uruguay schoss er das entscheidende Tor zum 2:1. Im gleichen Jahr wurde er zu Afrikas Fußballer des Jahres gewählt.
Kurz darauf stand Madjer vor einem Wechsel zum FC Bayern. Nachdem der Transfer schon als sicher galt, platzte dieser im letzten Moment. So wechselte er 1988 für ein halbes Jahr zum FC Valencia, kehrte nach der Winterpause aber zum FC Porto zurück, wo er 1990 noch einmal Portugiesischer Fußball-Meister wurde. 1992 beendete er seine Spielerkarriere beim Qatar Sports Club.

### Nationalmannschaft
Der Stürmer Madjer hatte seinen internationalen Durchbruch bei der Weltmeisterschaft 1982 in Spanien. Gleich im ersten Vorrundenspiel traf Algerien auf Deutschland und schaffte die größte Sensation dieser WM. Madjer erzielte das 1:0 für Algerien. Das Spiel gewann Algerien mit 2:1. Die Chance auf den Einzug in die zweite Runde nahm der algerischen Mannschaft der Nichtangriffspakt von Gijón zwischen Deutschland und Österreich. Um die nächste Runde zu erreichen, musste die deutsche Mannschaft unbedingt gewinnen, während Österreich sich eine knappe Niederlage erlauben konnte. Nach dem 1:0 der Deutschen in der 11. Spielminute waren beide Mannschaften eine Runde weiter. Ab dem Beginn der zweiten Halbzeit kickten sich die Spieler beider Mannschaften den Ball bis zum Spielende unmotiviert zu und Madjers Mannschaft war ausgeschieden.
Vier Jahre später nahm Rabah Madjer mit Algerien an der WM 1986 in Mexiko teil, überstand die Vorrunde jedoch erneut nicht. Zum größten Erfolg im Nationaldress kam Madjer beim Afrika-Cup 1990. Schon im Eröffnungsspiel gegen Nigeria beeindruckte das Team durch einen 5:1-Erfolg. Im Finalspiel am 16. März stand die Mannschaft erneut der nigerianischen Auswahl gegenüber und setzte sich mit 1:0 durch. Es war der erste Gewinn des Afrika-Cups für Algerien. Madjer gelangen im gesamten Turnierverlauf zwei Treffer. Zum Abschluss des Wettbewerbs wurde er zum Spieler des Turniers benannt. Ein Jahr später spielte Madjer im Finale um den Afro-Asian Cup of Nations gegen das Team aus dem Iran. Nach einer 1:2-Niederlage entschied das Rückspiel durch ein 1:0 für Algerien.
Madjer war außerdem Mitglied der algerischen Auswahl, die 1980 in Moskau am olympischen Fußballturnier teilnahm und im Viertelfinale ausschied.

## Trainerkarriere
Als Fußballtrainer war Madjer mehrfach für die Algerische Fußballnationalmannschaft aktiv. 1994 sorgte er als Cheftrainer vor seinem ersten großen Turnier, der Afrikameisterschaft, für Schlagzeilen. Obwohl die Mannschaft die Qualifikation als Gruppenzweiter schaffte, wurde sie von der Endrundenteilnahme ausgeschlossen, da Madjer einen nicht spielberechtigten Spieler auflaufen ließ. Darauf trennte er sich zum ersten Mal vom Posten des Nationaltrainers und wurde kurzzeitig Jugendtrainer beim FC Porto. 1997 übernahm Madjer beim al-Sadd Sports Club erstmals die Cheftrainerposition bei einem Ligaklub. Mit dem katarischen Klub Al-Wakrah SC wurde er 1999 zum ersten Mal in der Vereinsgeschichte Ligameister. Nach diesem Erfolg übernahm Madjer wieder die Auswahl seines Heimatlandes. Es blieb aber bei einem kurzen Intermezzo. Erst 2001 blieb er für längere Zeit Nationaltrainer und betreute die Mannschaft beim Afrika-Cup 2002. Dort überstand das Team zwar die Vorrunde, schied dann aber in der ersten Runde der KO-Phase aus, was auch Madjers erneuten Abschied bedeutete. Für die Spielzeit 2005/06 heuerte er wieder in Katar an und übernahm die Geschicke bei Al-Rayyan Sport-Club. Dies war sein bisheriger letzter Job als Trainer.

## Erfolge

### Als Spieler
Verein
- Algerischer Pokalsieger mit NA Hussein Dey: 1979
- Europapokalsieger der Landesmeister mit dem FC Porto: 1986/87
- Weltpokalsieger mit dem FC Porto: 1987
- UEFA Super Cup mit dem FC Porto: 1987
- Portugiesischer Meister mit dem FC Porto: 1985/86, 1987/88, 1989/90
- Portugiesischer Pokalsieger: 1987/88, 1990/91
- Portugiesischer Supercupsieger: 1991

Nationalmannschaft
- Afrikameister: 1990
- Afro-Asian Cup of Nations: 1991

Individuell
- Afrikas Fußballer des Jahres: 1987
- Bester Spieler des Afrika-Cup: 1990
- Arabiens Fußballer des 20. Jahrhunderts: 2004
- Algerischer Fußballer des 20. Jahrhunderts: 2009 (zusammen mit Lakhdar Belloumi)
- Algeriens Fußballer des Jahres: mehrfach
- Afrikas Fußballer des 20. Jahrhunderts: 5. Platz

### Als Trainer
- Qatar Stars League mit Al-Wakrah SC: 1999